# Kladnjice
Kladnjice su naselje u općini Lećevica, u Splitsko-dalmatinskoj županiji. 

## Zemljopis
Naselje se nalazi istočno od Divojevića i zapadno od Niskog.

## Stanovništvo
Od 1857. do 1890. te u 1931. i 1948. iskazivano pod imenom Kladnjice, a od 1953. do 1991. pod imenom Kladnice.
| broj stanovnika | 496   | 553   | 623   | 656   | 701   | 719   | 754   | 776   | 814   | 802   | 725   | 664   | 440   | 318   | 227   | 142   | 131   |
|                 | 1857. | 1869. | 1880. | 1890. | 1900. | 1910. | 1921. | 1931. | 1948. | 1953. | 1961. | 1971. | 1981. | 1991. | 2001. | 2011. | 2021. |

## Poznate osobe
- Antun Konstantin Matas, hrv. prosvjetar, arheolog, bogoslov, slavist, borac za ujedinjenje Hrvatske, borac za ponarođenje općina u Dalmaciji[4]
- Mirko Parčina, hrvatski džudaš i džudaški trener, jedan od pionira džuda u Hrvatskoj, važni športski djelatnik kaštelanskog športa i visoki lokalni športski dužnosnik, hrvatski slikar, kipar i primijenjeni umjetnik

## Znamenitosti
- Crkva sv. Filipa i Jakova, zaštićeno kulturno dobro